# Menyanthaceae
Menyanthaceae é uma família de plantas angiospérmicas (plantas com flor - divisão Magnoliophyta), pertencente à ordem Asterales.
A ordem à qual pertence esta família está por sua vez incluida na classe Magnoliopsida (Dicotiledóneas): desenvolvem portanto embriões com dois ou mais cotilédones.

## Descrição
São plantas herbáceas aquáticas com aerênquima bem desenvolvido, perenes ou por vezes anuais. As folhas são alternas do tipo espiralada ou dística, podendo ser simples ou trifoliadas com margens inteiras, onduladas, regulares ou irregularmente dentada ou crenada e geralmente sem estípulas. Em plantas não flutuantes, há estômatos do tipo ranunculus geralmente presente em ambas as superfícies. Os pecíolos de algumas espécies são alados e várias espécies possuem bainhas membranosas em direção à base do pecíolo. As flores podem ser solitárias ou formam inflorescências racemosa ou fasciculada. Ademais, as flores são actinomorfas, geralmente pentâmeras, hermafroditas e monomórficas ou heterostílicas, ou em algumas espécies monóicas ou dioicas. O cálice é composto por sépalas que podem estar livres ou unidas entre si e possuem uma corola com lóbulos valvados, sendo composta por pétalas unidas, ou seja, gamopétalas. Tais estruturas podem ter coloração branca, rosada ou amarelada. O androceu é isostêmone contendo estames epipétalos e alternos com os lóbulos da corola, no qual estão inseridos no tubo da mesma, possuem antera sagitadas com 2 tecas que sofre deiscência longitudinal, também conhecida como rimosa, responsável por abrir a estrutura após o processo de maturação e liberar o pólen trinucleado. O gineceu é bicarpelar com ovário súpero ou semi-ínfero unilocular e placentação parietal que normalmente apresenta um disco nectarífero ao redor do ovário, além de apresentarem óvulos numerosos e possuírem cerca de 2-4 estigmas lobados. O fruto é capsular com deiscência irregular por 2 ou 4 valvas ou ele é indeiscente e semelhante a uma baga. A quantidade de sementes é variável, podendo ter de poucas a muitas, no qual são lineares, orbiculares, elipsóides ou aladas, além de serem ricas em endosperma oleoso.

## Gêneros
- Liparophyllum
- Menyanthes
- Nephrophyllidium
- Nymphoides
- Villarsia

## Relações filogenéticas
A família Menyanthaceae está inserida dentro da ordem monofilética Asterales, sendo que dentre as características observadas que justificam tal classificação está a presença de pétalas valvadas e também o fato de possuírem como reserva energética o oligossacarídeo inulina. Além do mais, organismos pertencentes a tal gênero apresentando polinização do tipo êmbolo, no entanto Menyanthaceae durante a escala evolutiva sofreu uma reversão e perdeu esse mecanismo de polinização. As espécies da família não apresentam estiletes especializados para a coleta de pólen. Um outro caráter diferenciado em Menyanthaceae é a presença de ovário súpero, diferentemente de outras famílias da ordem que apresentam ovário ínfero, porém tal característica de Menyanthaceae foi derivada de um ovário mais ou menos ínfero com placentação axilar.

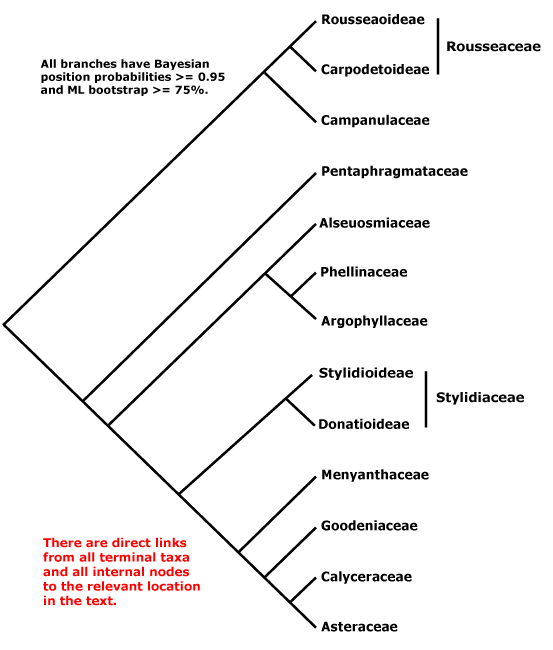
Figura: cladograma com a posição filogenética da família Menyanthaceae e de famílias próximas. Fonte: Angiosperm Phylogeny Website

As relações filogenéticas existentes entre as famílias da ordem Asterales ainda não são completamente esclarecidas. Campanulaceae juntamente com outras famílias pequenas formam a ordem Campanulales que é grupo-irmão do clado que contém a ordem Asterales e suas respectivas famílias Menyanthaceae, Goodeniaceae, Calyceraceae e Asteraceae.
Com relação a Menyanthaceae, ela é uma família monofilética e basal para o clado que compreende Asteraceae, Calyceraceae e Goodeniaceae e tais famílias formam uma grupo-irmão de Menyanthaceae. Os gêneros Nymphoides e Villarsia estão estritamente ligados e o gênero Liparophyllum apresenta afinidade com esses dois grupos tanto pela morfologia do pólen quanto de suas sementes. Nephrophyllidium de acordo com análises relacionadas à morfologia das sementes está relacionado com Menyanthes, formando um clado irmão do restante da família. Por sua vez, Menyanthes de acordo com dados obtidos por análises plastidiais também está intimamente relacionado com Nymphoides. Ademais, Menyanthes e Villarsia apresentam uma grande diferença, sendo que por esse fato a família já foi considerada parafilética, porém dados moleculares sustentam a hipótese da monofilia apesar da classificação de Villarsia ainda ser controversa.

## Distribuição das espécies
Família cosmopolita, constituída de mais de 80 espécies, sendo Nymphoides o único gênero representante no Brasil, apresentando apenas duas espécies, sendo elas Nymphoides humboldtiana e Nymphoides grayana. Tal gênero apresenta a maior riqueza de espécies, sendo composto por 20 espécies distribuídas nas regiões tropicais das Américas, África, Austrália e Ásia. No Brasil, ocorrem Nymphoides grayana e N. humboldtiana nos biomas de Amazônia, Caatinga, Cerrado, Mata Atlântica, Pampa e Pantanal, ademais ambas espécies não são endêmicas do território brasileiro. As espécies do gênero são ervas aquáticas, com folhas flutuantes, orbiculares ou largamente ovais, peltadas e de base cordada e as flores distílicas são reunidas em fascículos axilares.
- Nymphoides humboldtiana: possui distribuição neotropical, ocorrendo desde o sul dos Estados Unidos até o Uruguai. No território brasileiro, permeia desde o Amazonas até o Rio Grande do Sul. Até pouco tempo, era identificada erroneamente como N. indica devido à falta de distinção morfológica, contudo a partir da análise filogenética do gênero, através de dados moleculares nucleares (ITS) e plastidiais (matK, trnK) , foi possível realizar a distinção entre a espécie neotropical N. humboldtiana e a espécie paleotropical N. indica.

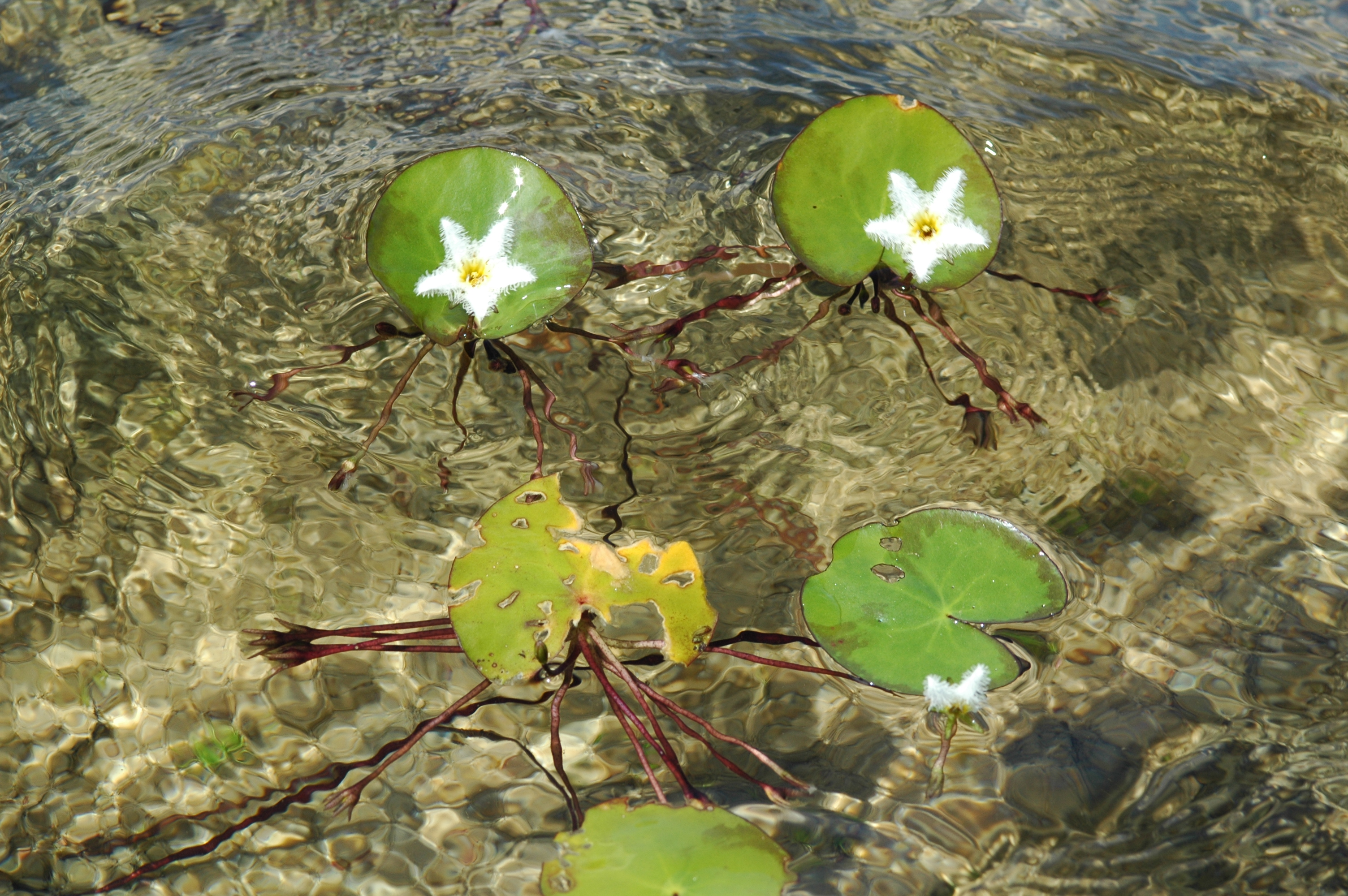
Figura: exemplar da espécie Nymphoides humboldtiana localizada em uma lagoa no Parque Nacional Lençóis Maranhense Mario Barroso, em Primeira Cruz (MA), Barreirinhas (MA)

Estrela Branca, como é popularmente conhecida, é uma espécie nativa da flora brasileira, proveniente de ambientes aquáticos, sendo muito utilizada como planta ornamental em lagos, não soltando folhas imersas. Dentre suas características podemos citar um rizoma fixado no sedimento, folhas flutuantes, flores que se abrem por volta das 08 horas e se fecham cerca de 17 horas e florescem durante o ano todo, mas são mais desenvolvidas em períodos de chuva.
- Nymphoides grayana: também conhecida como coração-piloso, é uma macrófita, e apresenta ocorrências confirmadas apenas nos domínios de cerrado dos estados de Mato Grosso, Mato Grosso do Sul, Goiás, Minas Gerais e Tocantins. Dentre suas características podemos citar seu caule com superfície lisa do tipo rizomatoso, folha com nervação plana, mais abundantes na face abaxial, sua inflorescência é do tipo umbela.

## Diversidade taxonômica
Gênero Nephrophyllidium é composto por uma única espécie que está distribuída na costa norte do pacífico na América do Norte e na Ásia

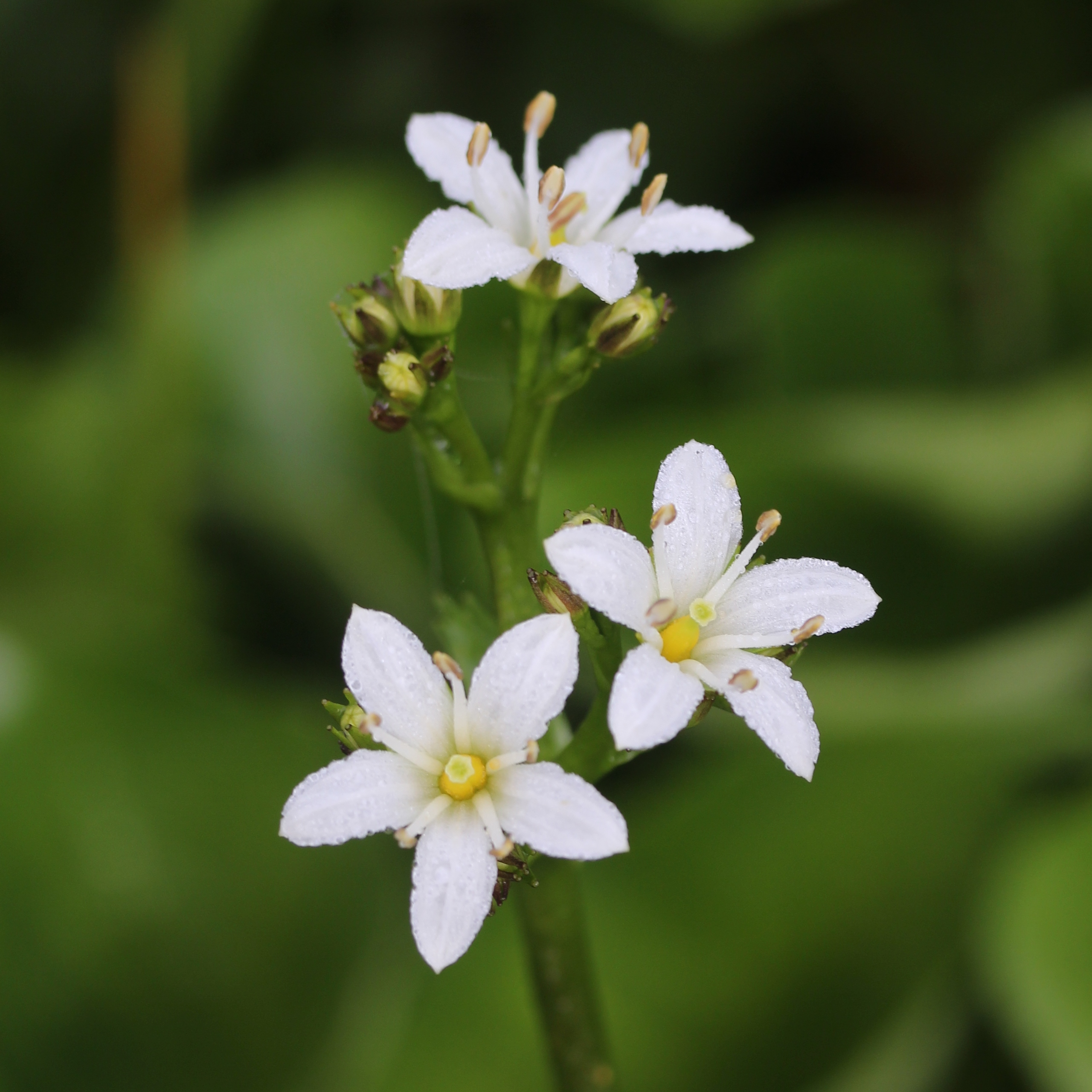
Figura: exemplar da espécie Nephrophyllidium crista-galli no Monte Teraji, Japão

- Nephrophyllidium crista-galli (Menzies ex Hook.) Gilg

Gênero Liparophyllum. O nome Liparophyllum vem das palavras gregas liparos, que significa "gordo, brilhante ou oleoso", e phyllon, que significa "folha". São plantas rizomatosas de zonas úmidas com folhas lineares alternadas. As flores ocorrem isoladamente e são brancas amareladas e de cinco partes. A faixa nativa desse gênero é a Austrália.

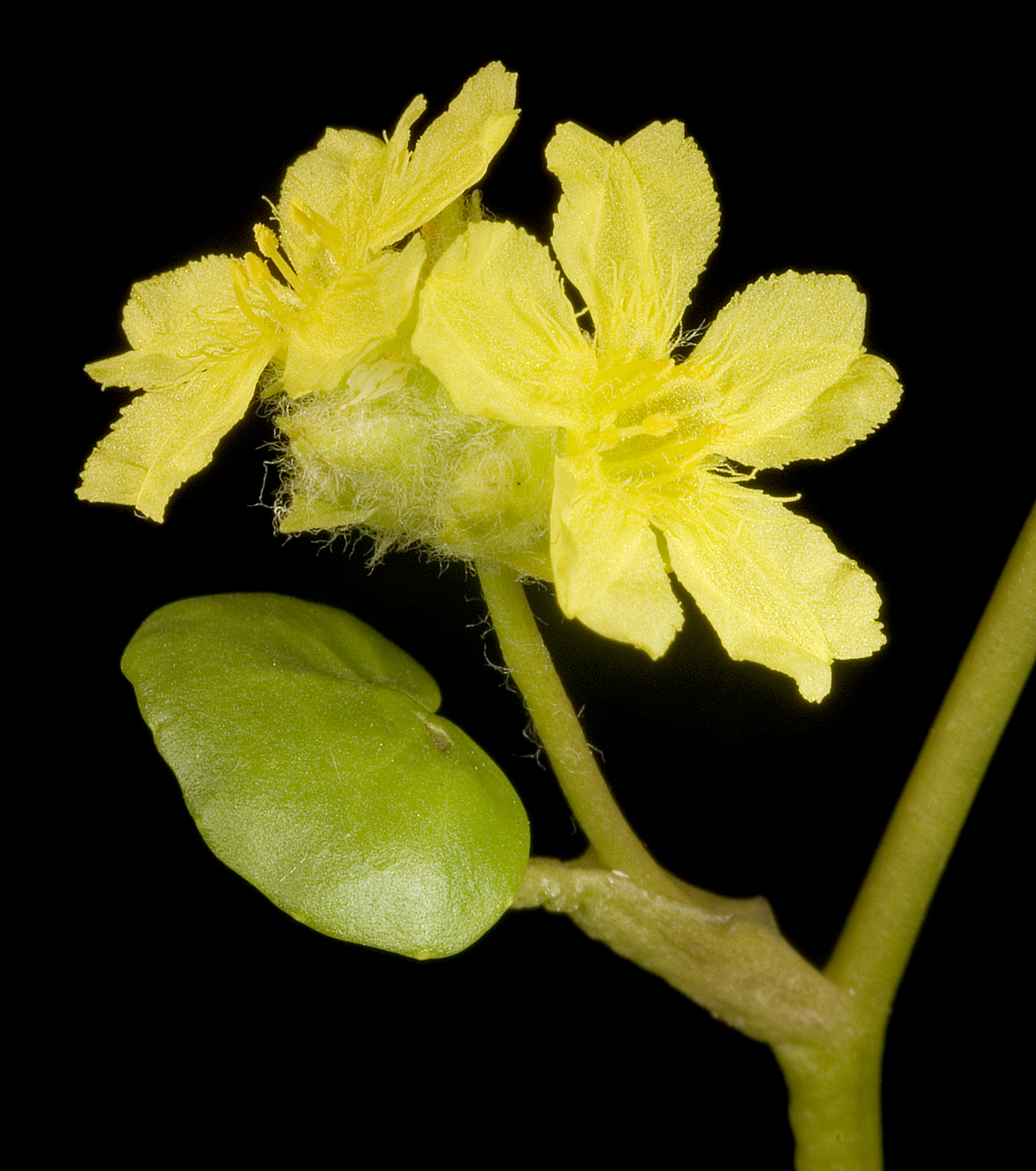
Figura: exemplar da espécie Liparophyllum capitatum

- Liparophyllum capitatum (Nees) Tippery & Les
- Liparophyllum congestiflorum (F.Muell.) Tippery & Les
- Liparophyllum exaltatum (Sims) Tippery & Les
- Liparophyllum exiguum (F.Muell.) Tippery & Les
- Liparophyllum gunnii Hook.f.
- Liparophyllum lasiospermum (F.Muell.) Tippery & Les
- Liparophyllum latifolium (Benth.) Tippery & Les

- Liparophyllum violifolium (F.Muell.) Tippery & Les

Gênero Menyanthes distribuída na Ásia, Europa e América do norte
- Menyanthes bicolor Larrañaga

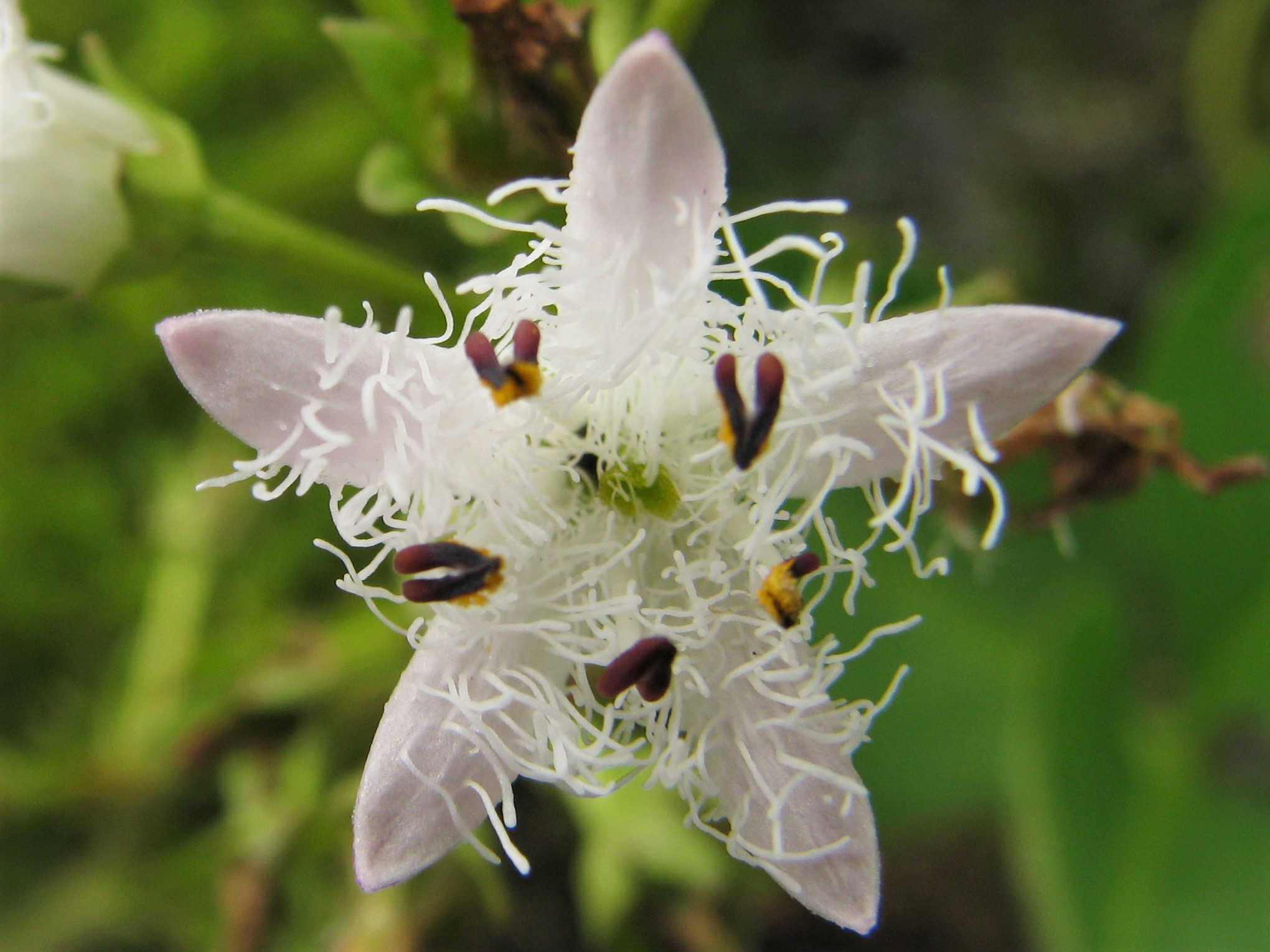
Figura: exemplar da espécie Menyanthes trifoliata

- Menyanthes pumila Douglas ex Griseb.
- Menyanthes punctata Muhl. ex Griseb.
- Menyanthes sinarica Buch.-Ham. ex Steud.
- Menyanthes trifoliata L.

Gênero Villarsia é amplamente restrito à Austrália, mas algumas espécies são encontradas no sudeste da Ásia e outras existem na África do Sul. A distribuição geográfica das espécies é dada abaixo:
África do Sul:
- Villarsia capensis (Houtt.) Merr.
- Villarsia goldblattiana Ornduff
- Villarsia manningiana Ornduff

Sudeste da Ásia:
- Villarsia rhomboidalis Dop

Austrália Oriental:
- Villarsia exaltata F.Muell.

Austrália Ocidental:
- Villarsia capitata Nees
- Villarsia congestiflora F.Muell
- Villarsia lasiosperma F.Muell
- Villarsia latifolia Benth
- Villarsia violifolia F.Muell

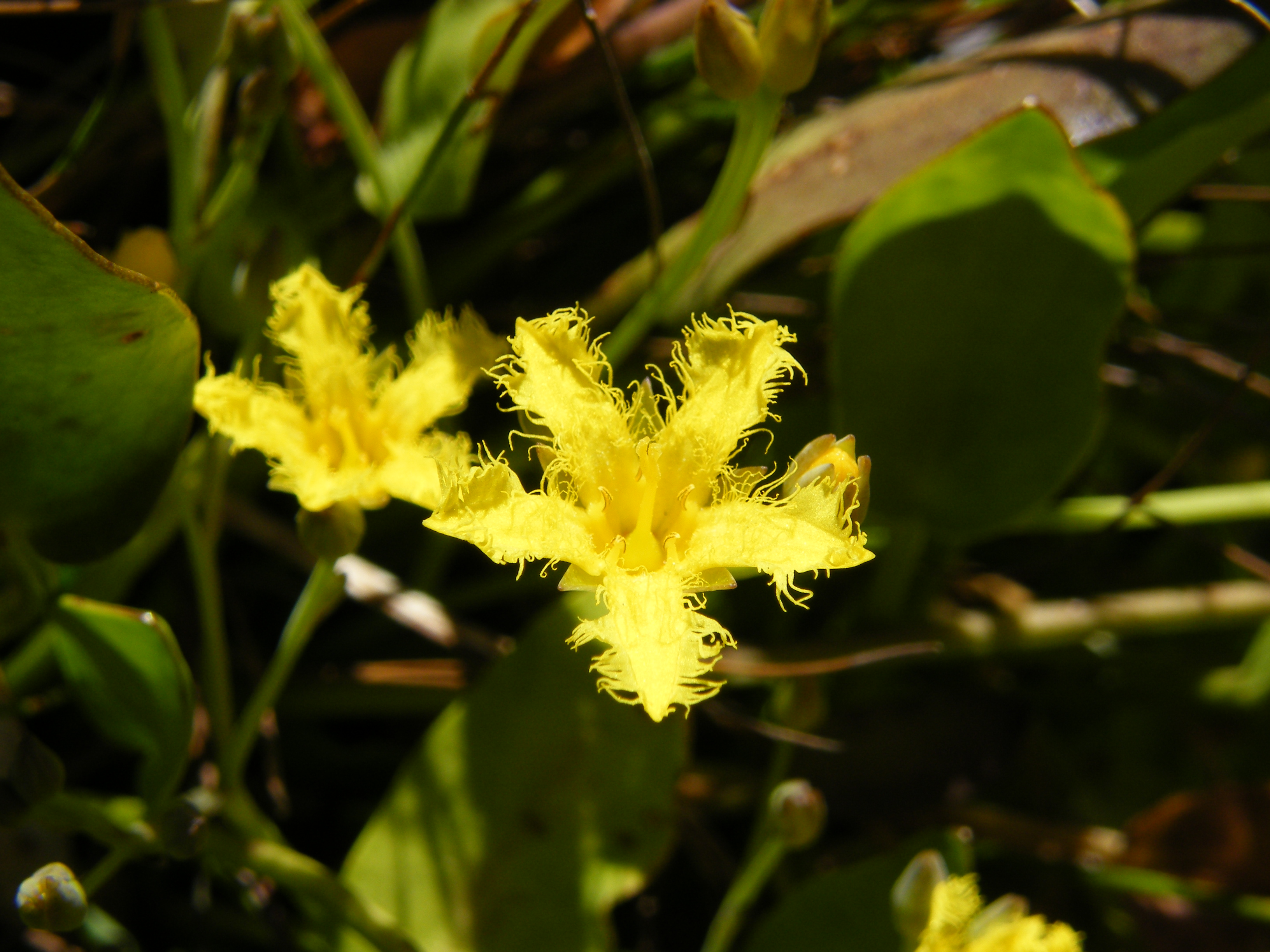
Figura: exemplar da espécie Villarsia capensis

Gênero Nymphoides está amplamente distribuído nas Américas, África, Austrália e Ásia

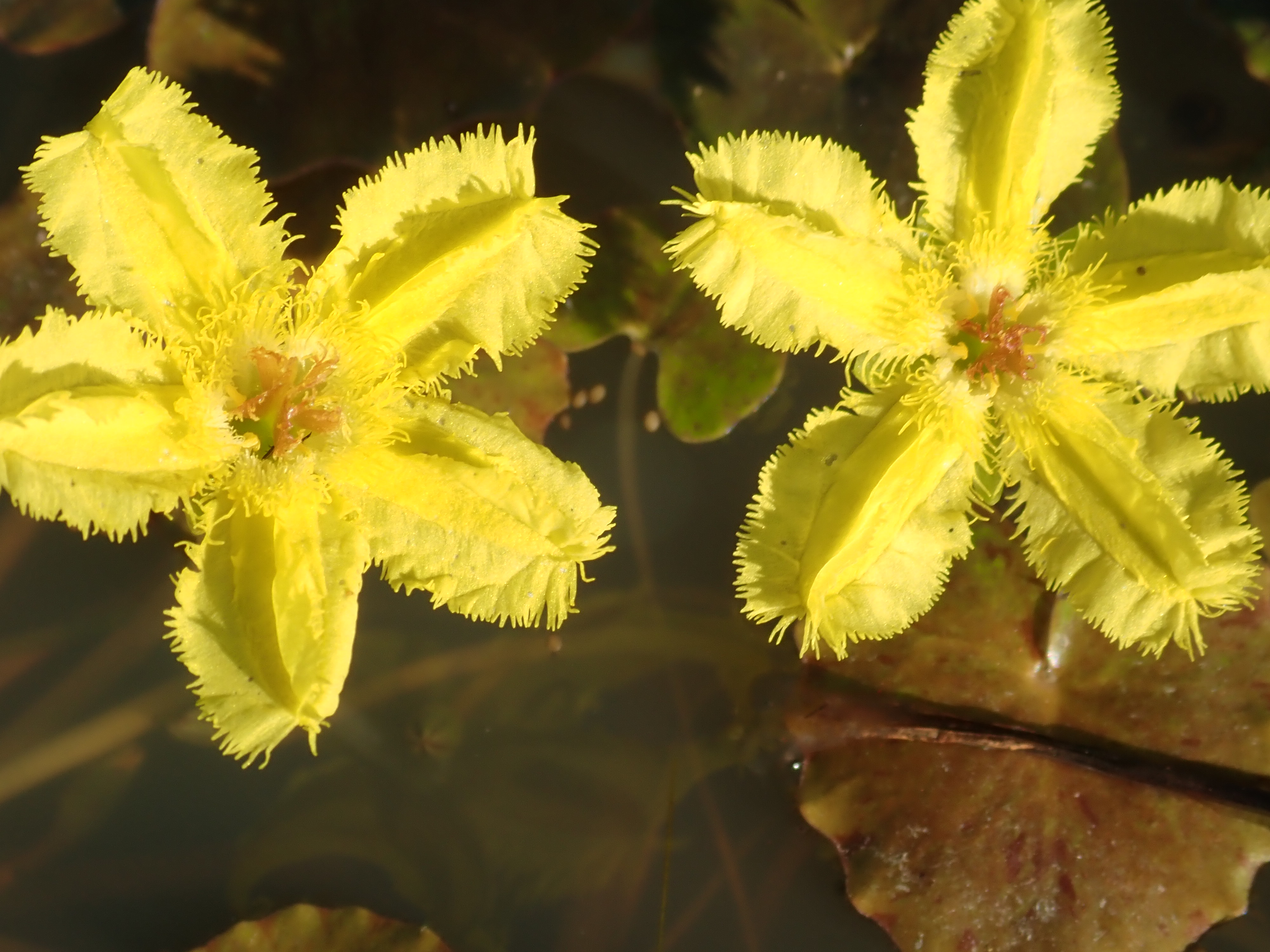
Figura: exemplar da espécie Nymphoides crenata

- Nymphoides aquatica (J.F.Gmel.) Kuntze
- Nymphoides aquaticum Fernald
- Nymphoides astoniae M.D.Barrett & R.L.Barrett
- Nymphoides aurantiaca (Dalzell) Kuntze
- Nymphoides balakrishnanii P.Biju, Josekutty, Haneef & Augustine
- Nymphoides beaglensis Aston
- Nymphoides bosseri A.Raynal
- Nymphoides brevipedicellata (Vatke) A.Raynal
- Nymphoides cambodiana (Hance) Tippery
- Nymphoides cordata (Elliott) Fernald
- Nymphoides coreana (H.Lév.) Hara
- Nymphoides coronata (Dunn) Chun ex Y.D.Zhou & G.W.Hu
- Nymphoides crenata Kuntze
- Nymphoides disperma Aston
- Nymphoides elegans A.Raynal
- Nymphoides elliptica Aston
- Nymphoides europaea Fisch. ex Steud.
- Nymphoides exiliflora Kuntze
- Nymphoides ezannoi Berhaut
- Nymphoides fallax Ornduff
- Nymphoides flaccida L.B.Sm.
- Nymphoides forbesiana Kuntze
- Nymphoides furculifolia Specht
- Nymphoides geminata Kuntze
- Nymphoides grayana (Griseb.) Kuntze
- Nymphoides grayanum Arthur
- Nymphoides guineensis A.Raynal
- Nymphoides hastata (Dop) Kerr
- Nymphoides herzogii A.Galán & G.Navarro
- Nymphoides humboldtiana (Kunth) Kuntze
- Nymphoides humilis A.Raynal
- Nymphoides hydrophylla (Lour.) Kuntze
- Nymphoides indica (L.) Kuntze
- Nymphoides krishnakesara K.T.Joseph & Sivar.
- Nymphoides lacunosum Fernald
- Nymphoides lungtanensis S.P.Li, T.H.Hsieh & Chun C.Lin
- Nymphoides macrospermum Vasud.Nair
- Nymphoides microphylla (A.St.-Hil.) Kuntze
- Nymphoides milnei A.Raynal
- Nymphoides minima Kuntze
- Nymphoides minor (D.Don ex G.Don) S.Gupta, A.Mukherjee & M.Mondal
- Nymphoides nymphoides (L.) Britton
- Nymphoides orbiculata Gilib.
- Nymphoides palyi Biju, Josekutty, Haneef & Augustine
- Nymphoides parvifolia Kuntze
- Nymphoides peltata (S.G.Gmel.) Kuntze
- Nymphoides planosperma Aston
- Nymphoides quadriloba Aston
- Nymphoides rautaneni (N.E.Br.) A.Raynal
- Nymphoides siamensis (Ostenf.) Kerr
- Nymphoides simulans Aston
- Nymphoides sivarajanii K.T.Joseph
- Nymphoides spinulosperma Aston
- Nymphoides spongiosa Aston
- Nymphoides subacuta Aston
- Nymphoides tenuissima A.Raynal
- Nymphoides thunbergiana Kuntze
- Nymphoides tonkinensis (Dop) P.H.Hô
- Nymphoides triangularis Aston
- Nymphoides verrucosa (R.E.Fr.) A.Galán & G.Navarro
- Nymphoides walshiae R.W.Davis & K.R.Thiele
- Nymphoides ×montana Aston